# Mella (Cuba)
Mella es una municipio de alrededor de 35 mil habitantes situada en la provincia de Santiago de Cuba. Fue fundado en 1976, al realizarse la nueva división política-administrativa del país, con una extensión superficial de 335,7 km². Los centros poblacionales colindantes son Chaveco, que 
anteriormente pertenecía al  municipio San Luis y actualmente pertenece al municipio Palma Soriano, Alto Cedro y San Germán de la provincia Holguín.

## Historia
Por fuentes y testimonios orales que se han transmitido de generación se conocía la existencia de asentamientos aborígenes en la zona que abarca nuestro municipio. En el Atlas de Santiago de Cuba, en Arqueología Aborigen aparece Mella como áreas por explorar y una pequeña parte al norte del municipio como áreas poco exploradas.
En 1983 se descubrieron en la sabana de cayo Rey restos de pobladores precolombinos, que confirmaron la tradición. Se encontraron a 5 o 6 m aproximadamente de la carretera de Baraguá y a unos 25 km del poblado Mella. En él aparecieron morteros de piedra, gubias de caracoles, fragmentos de hachas petaloides y pedazos de cerámicas de barro. Este último hizo que se le clasificara como agroalfarero. Este hallazgo, aunque aun no está lo suficientemente estudiado, hace que el territorio de nuestro municipio se incluya en la región aborigen de Barajaguá.
Se habla también de un asentamiento aborigen en la confluencia de los ríos Cauto y Guaninicu, de los que no se ha encontrado nada. Al igual que ocurre con el resto del país y aún de América con la conquista y combinación hispana, los indios fueron casi totalmente exterminados, quedando estas zonas muy despobladas.

### Orígenes
La fundación de las ocho primeras villas por los colonizadores españoles inició el proceso de asentamiento de la población cubana, sin embargo, en el territorio que abarca nuestro municipio este proceso poblamiento se produce muy lentamente; incluso no solo se puede hablar de poblaciones en las primicias de este siglo. Son muy pocas las noticias o informaciones que se tienen de la presencia de los primeros españoles en la zona, ni las ocupaciones a que se dedicaban. Al parecer en 1778 existía un sitio de ganado o hato en Bayate propiedad de Doña Isabel Jerónima de Medina.
Ya en el siglo XIX si se practicaban en todas estas tierras una ganadería extensiva y "de monteo", existiendo los hatos de El Mijial, de Miranda y tierras realengas de El Quemado y Quemadito. También se dedicaban a la tala de los árboles maderables. Por entonces existía una profusa vegetación que formaba tupidos bosques llamados por los lugareños como “monte oscuro” según cuentan se podía viajar desde los Mangos de Baraguá hasta las Enramadas de San Luís bajo una densa arboleda, por la que a veces no se filtraban los rayos del sol. Todas estas actividades económicas de la zona, que además hacían en pequeñas escalas y como subsistencia, requerían un reducido número de pobladores del lugar, por lo que resulta muy difícil establecer la fecha de fundación de los principales núcleos poblacionales del municipio, debido a la carencia de datos.
Al finalizar nuestras guerras independentistas del pasado siglo la población de la zona se encontraba diezmada y estaban arruinadas las riquezas del lugar, al que la "tremenda escoba de la guerra" como la llamó Máximo Gómez, barrió hasta los cimientos de sus viviendas.
Es por eso que planteamos que estos núcleos poblacionales deben haber surgido en los albores de este siglo, estimulados por la construcción del ferrocarril central. La construcción de la carretera central posibilita la comunicación más rápida entre los dos centros urbanos principales del país. La Habana y Santiago de Cuba, invirtiéndose la tendencia hasta entonces observada del crecimiento de los asentamientos costeros a favor de los ubicados en el eje vial central.
La ejecución del tramo de vía férrea desde San Luís hasta Alto Cedro se realizó entre 1900 y 1902, y coincidiendo con esto o quizás por este motivo ya que es de suponer que muchas de estas gentes calificadas, podían encontrar una fuente segura de empleo en la construcción del ferrocarril llegaron los primeros exploradores suecos. Así parece haber iniciado el asentamiento sueco en Bayate.
A partir de ese momento se talaron bosques en busca de espacios vitales para el tendido de la vía férrea y también para construcciones y cultivos. La colonia sueca de Bayate se consideraba, había comenzado tan solo con una pequeña "tumba" de Monte y luego estableció su posición económica en la zona. Paralelo a este se comenzó a desarrollar el poblado de Palmarito de Cauto, que fue fundado en 1903 por indicaciones del gobernador de la provincia, debido al incremento que cobraba de día en día aquel lugar, motivado también por la construcción del ferrocarril central, que comenzó a nuclear vecinos alrededor del apeadero, se instaló un correo y se nombró un alcalde de barrio.
La construcción del ferrocarril central es un importante factor para explicar el crecimiento urbano y demográfico de los tres primeros núcleos poblacionales de la zona (Bayate, Palmarito de Cauto y Miranda) pues este pasaba por los mismos, creando nuevas posibilidades de empleo, industria y camino. En estos pobladitos o caseríos las casas eran construidas en gran mayoría con yagua o guano, en muy pocas ocasiones con techos de zinc y piso de tablones y algunas muy contadas con ladrillos. Carecían en su mayoría de pozos y letrinas sanitarias.
En 1906 un médico sueco llamado Alfredo Lind en asociación con otros escandinavos y algunos criollos, comenzó la construcción de un pequeño ingenio azucarero en Palmarito, junto a la ribera sur del arroyo de Aura, a uno y medio kilómetro del actual Palmarito de Cauto. Se terminó de construir en 1910. Tanto Bayate como Palmarito se vieron envuelto en una leal competencia, por la que crecían y se afianzaban día por día, con la aparición del central, casas, estaciones de ferrocarriles, teléfonos, telégrafos, carga y expreso ferroviarios, escuelas, farmacias, hoteles, herrerías, aserríos, almacenes de víveres y de ropa, restaurantes, etc.
En el primer decenio de este siglo comienza a producirse no solo en este territorio, sino en todo el país una irrupción masiva de capitales norteamericanos en nuestra economía. Compraban y adquirían grandes lotes de tierras baratas que propiciaban la aparición de latifundios cañeros en la mayoría de los casos, y aparición de latifundios cañeros en la mayoría de los casos, y por tanto, se construyeron grandes centrales azucareros, sobre todo en Oriente y Camagüey, donde su número ascendió a 30.
Ya hacía 1914 comienzan a sentarse algunas fricciones y rivalidades entre suecos y norteamericanos, ya que los yanquis presionaban a los suecos para realizar operaciones conjuntas.
La poderosa Wagner Sugar Company comenzó a ayudar al Dr. Lind haciéndole préstamos sobre sus cañas, ingenios y zafras. Por esta fecha coincidió la construcción del coloso Central Miranda, entre Palmarito y Bayate que absorbió los esfuerzos y riquezas del Dr. Lind, el resto de los suecos y muchos cubanos. En 1917 arrancó la primera zafra del central Miranda, año en que el de los suecos hizo cese en una agonía su última contienda azucarera. Lind se marchó a Estados Unidos y posteriormente murió. Su viuda vendió la propiedad del central a la Wagner Sugar Company que demolió el pequeño ingenio, concentrándose en el poderoso Miranda. Pasaron por una u otra vía a manos de la compañía norteamericana 3340 caballerías de tierras, que se dedicaban a la siembra de caña de azúcar, para la cual se talaron indiscriminadamente muchos bosques, cambiando la fisonomía del paisaje de la región. Alrededor del coloso azucarero surgió un pequeño batey; se construyó un apeadero del ferrocarril y se comenzó a fomentar una población atraída por aquella inmensa fuente de empleo en tiempo de zafra. Fue surgiendo así el poblado de Miranda; hoy Julio A. Mella cabecera del municipio del mismo nombre.
Durante la seudo república Palmarito de Cauto y Miranda eran barrios o términos municipales de Palma Soriano, que evolucionaban lentamente. En el Atlas de Santiago de Cuba, en el acápite "evolución de asentamiento" (1953-1970) solo recogen estos dos asentamientos como urbanos, con una población de 2 mil a 4999 habitantes, y dos mil rivales (Baraguá y Bayate.)
Ya en el período de 1970-1981 se recogen el atlas….. 4 asentamientos” urbanos. Mella, Palmarito de Cauto, Mangos de Baraguá, Regína y Miranda con una población de 2 mil a 4999; Palmarito y Baraguá de 1000 a 1999 y Regína con menos de 1000. Con la división político-administrativa vigente de 1963-1976.
Miranda formaba parte de la Región Palma Soriano ya con categoría de Municipio y con el nombre de Julio A. Mella.
En esta fecha tenía una extensión territorial de 420 km². En 1977 se comenzó la construcción del embalse "Protesta de Baraguá" que fue terminado en 1983, con una capacidad de 280 millones de metros cúbicos, que la ubica entre las más grandes del país. Esta obra hidráulica ha modificado intensamente el entorno físico-geográfico de toda esta región.

### Luchas de liberación
Uno de los motivos por los cuales precisamente adquiere importancia esta zona es su posición y características geográficas, al encontrarse situada en el Camino de Santiago de Cuba a Holguín y en uno de los puntos más continentales de nuestro país.
Es por eso que los españoles habían colocado en Miranda un campamento bien guarnecido y mejor abastecido, que servía para proveer de avituallamiento y descanso a las columnas y guerrillas, siempre en activas operaciones en aquellas zonas; construyeron además en Palmarito de Cauto un conjunto fortificado dependiente, clasificado así en el atlas de Santiago de Cuba. Mas no solo los españoles se movían constantemente en el territorio, sino que se convierte también aprovechando sus características naturales en acampadero y refugio de los patriotas; ejemplo de ello es el general Donato Mármol, Jefe de la División de Cuba después de la toma y quema de Bayamo establece en los alrededores de Miranda, moviéndose entre El Mijial y Palmarito de Cauto su cuartel general; encontrando la muerte en este territorio el 26 de junio de 1870 en la sabana de San Felipe. Máximo Gómez al referirse a este hecho expresó:
«La importancia de Miranda databa desde muy atrás, siempre había sido acampadero de los patriotas por cuya razón se habían librado allí algunos combates. Es el punto céntrico y el mayor general Donato Mármol había fijado su cuartel general. Allí murió tan insigne patriota, mi primer compañero en aquella guerra y allí están depositados sus restos [...]»
Mucho fueron los hechos, escaramuzas y combates desarrollados en el transcurso de la Guerra Grande (1868-1878) en el territorio de Miranda y sus alrededores, de los cuales haremos referencia a los más conocidos y de mayor importancia. De febrero a abril de 1869 derrota Antonio Maceo Grajales a los españoles en los encuentros de la Candelaria , Palmarito de Cauto y la Sabana de la Burra. en la que ambos jefes libertadores estuvieron, aunque en fechas distintas.

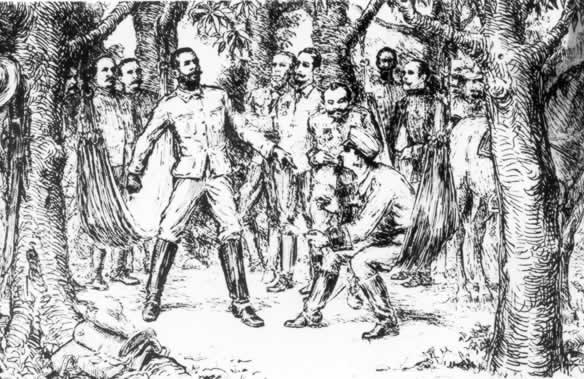
Pintura donde se refleja el momento del diálogo entre el oficial español Martínez Campo y el lugar teniente Antonio Maceo Grajales en los Mangos de Baraguá.

En el transcurso de la llamada Guerra Chiquita (1879-1880) se conocen muy pocos hechos de armas o históricos que se hayan desarrollado en la zona; solo se destaca las operaciones que efectuó por la zona de Pinar Redondo el General José el 25 de mayo de 1880, así como en el Atlas de Santiago de Cuba aparece Cauto Abajo con el n.º 4 en la clasificación de "concentraciones masivas de población en esta pequeña contienda bélica". Un hecho para siempre memorable sin lugar a dudas, fue también la campaña invasora que partió precisamente de los históricos Mangos de Baraguá, le cupo de nuevo el alto honor y responsabilidad de organizar y protagonizar esta épica hazaña que puso a prueba todo su genio militar contra el coloniaje español a Antonio Maceo. Quedando organizada definitivamente en los Mangos de Baraguá la columna invasora de la siguiente forma:
- Comandante en Jefe: Mayor General Antonio Maceo Grajales.
- Jefe del Estado Mayor: Brigadier José Miró y Argenter.
- Jefe de Infantería: Brigadier Quintín Banderas.
- Jefe de Caballería: Brigadier Luís de Lora Garrayalde.
- Jefe de Sanidad: Coronel Joaquín Castillo Duany.
- Jefe Instructor: Coronel Pedro Vargas Sotomayor.
- Auditor General: Coronel Francisco Frexes.
- Jefe de Despacho: Coronel Federico Pérez Carbo.
- Jefe de Escolta: Teniente Coronel Andrés Hernández.

### Desarrollo del territorio
En 1976 se realizó la nueva división político administrativa, en virtud de la cual, Miranda adopta el nombre de Mella, convirtiéndose en cabecera del municipio del mismo nombre. Esta condición de municipio le fue otorgada debido al enclave en el territorio del complejo agroindustrial de mucho tamaño y capacidad, ya que en 1975 este municipio quedó por debajo de los parámetros en cuanto a área y límites de población. Sin embargo, ya para 1981 había incrementado su población en 2904 habitantes, lo que representa un crecimiento de 10.8%. Con la creación de los Poderes Populares el municipio tiene cambios cuantitativos y cualitativos en el desarrollo de un fuerte impulso en la ampliación de la industria azucarera principal renglón económico del territorio.
La creación y construcción de obras educacionales, sociales y de la salud.
Actualmente el municipio está dividido en 9 Consejos Populares:
- Mella
- Oscar Lucero
- Mangos de Baraguá
- Palmarito
- Comunidad Militar 21 de Abril
- Regina
- Pinalito
- Batallán

## Características

### Relieve
Se caracteriza por las llanuras, aunque no son completamente planas, predominando en ellas suaves ondulaciones. Se destacan la Sabana de Bío o Hato en Medio, la de Cayo Rey, Miranda y la de San Felipe o Baraguá. La región es llana, desde las márgenes del Río Cauto y va haciéndose ligeramente onduladas al este, cortadas generalmente por pequeños valles de erosión. En el municipio existen pocas cuevas y entre ellas se destaca una caverna situada en la Cantera, con un bosquete de entrada de 10 metros de alto aproximadamente, 5 metros de ancho. Después de la entrada aparece un gran salón que puede albergar hasta 200 personas: la continúa un túnel que a unos 70 metros tiene iluminación y salida al exterior. En unos de sus libros, Máximo Gómez dice, refiriéndose al territorio del actual municipio Mella, antiguo Miranda:
«[...] y posee algunas cuevas y cavernas capaces de facilitar alojamiento a algunos hombres y conocidos solamente de nuestros hombres de confianza [...]»

### Suelos
Debido al relieve aparecen combinaciones de suelos, encontrándose: suelos pardos (principalmente con carbonato) formados de arenisca calcárea y calizas suaves suelos pardos sin carbonato; y fercialíticos sobre rocas sin carbonatos.

### Clima
La temperatura media anual está cerca de los 26 °C, lo que significa una abundancia de calor, las oscilaciones térmicas son evidentemente más amplias que la de los litorales y aún que la de los interiores de Cuba, por el hecho geográfico de estar dentro del espacio de mayor continentalidad del país, es decir, a la de mayor distancia de las costas marítimas; esto determina días más calurosos y noches más frías. Durante los días de verano se han observado temperaturas de 37 °C en algunas ocasiones y de 10 °C en las madrugadas más frías del invierno. En esta variabilidad térmica influye, sin dudas la serenidad y el despeje de los cielos, de los vientos y en el último término la contaminación atmosférica (polvo, gases y humo de fábrica). Las precipitaciones responden en mayor o menor medida al ritmo anual de los campos centrales y de las llanuras de Cuba, acumulándose un total anual de 110000 milímetros de lluvias, lo que permite debido a la temporada en que caen y su distribución, excelentes cosechas de caña de azúcar y otros cultivos.

### Hidrografía

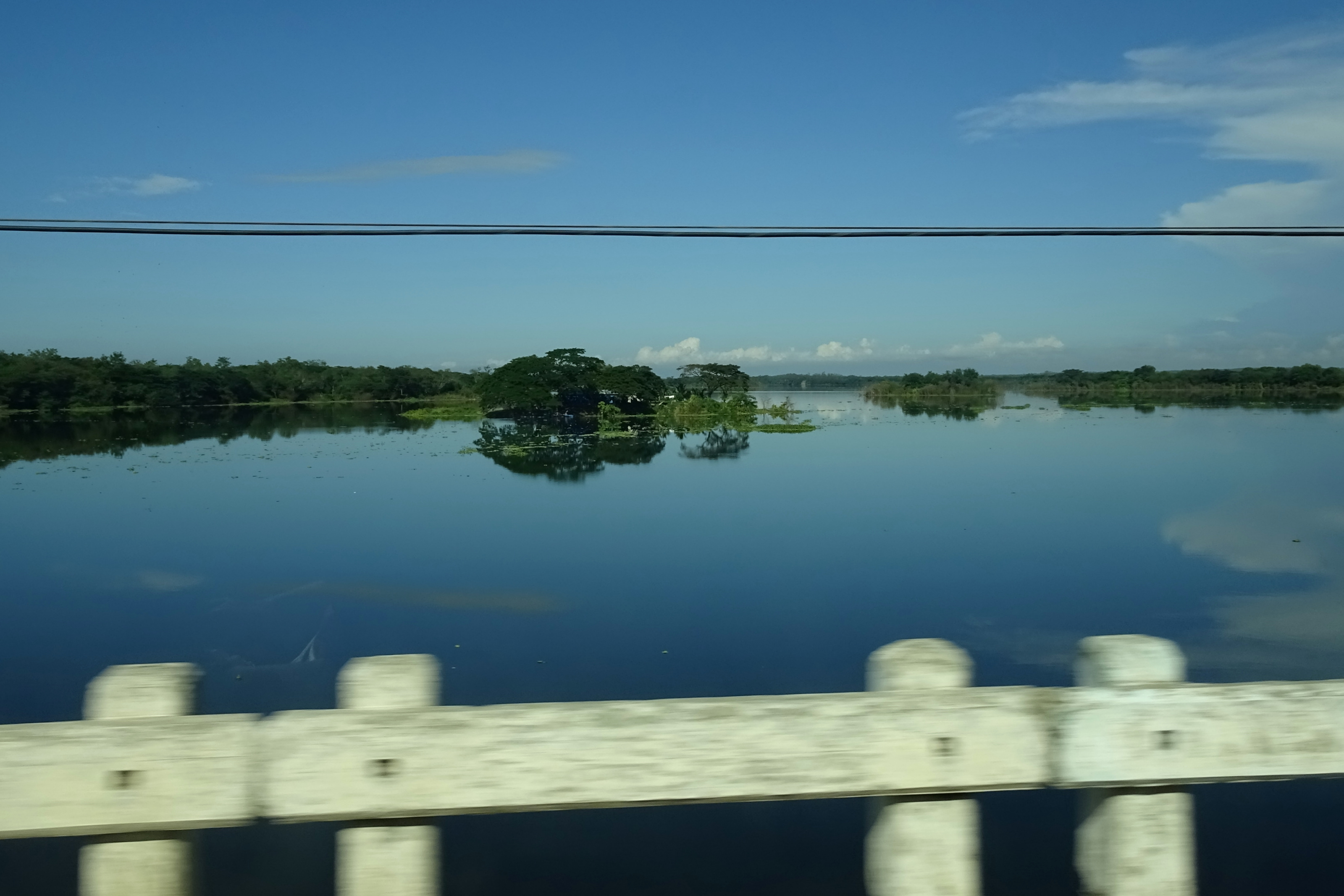
Embalse Protesta de Baraguá

El escurrimiento general es bueno, dirigido todo al Oeste, debido a las alturas que lo rodean por el Este, Noreste y Suroeste: la sierra de Nipe, las ondulaciones de Alto Cedro y las alturas del Mogote de San Nicolás. Esto facilitó la construcción de la presa Protesta de Baraguá en 1977, que posee una capacidad de embalse de 280 millones metros cúbicos de agua, considerada como una de las más grandes del país. Es un embalse llano, solo en sus partes centrales que coinciden con el antiguo cauce del río se obtienen las profundidades mayores que oscilan de 12 a 14 metros, fuera de esas partes las profundidades oscilan de 6 hasta 8 metros. Está ubicada en Bayate, lugar donde se encontraba un pequeño pueblo homónimo, que desapareció por encontrarse en la zona de seguridad del embalse. Tiene algunos cayos de pequeños tamaño. A ella es fácil el acceso, debido a que la carretera Palma – Barajagua se encuentra a menos de un kilómetro del lugar. Los ríos del municipio son: Guaninicum, Baracaldo, Aura, Colorado, Jagua, Bayate, Baraguá y Bío, todos afluentes del Cauto. Existen también numerosos arroyuelos, algunos de los cuales no corren todo el año, entre lo que podemos mencionar; Bayate Seco, Pinalito, San Francisco y El Mijial.

### Paisaje
En la categorización de paisajes para la conservación aparece nuestro territorio como: “Limitada significación para la conservación de la naturaleza, que pueden contener de forma puntual unidades bajo designación recreativa, cognoscitiva o científica. Aparece también como grandemente transformado por la actividad agropecuaria intensiva con muy escasos valores naturales de interés para el turismo. Estas llanuras están clasificadas como: llanuras medianamente húmedas y erosivas - denudativas, formadas por rocas sedimentarias carbonatadas y terrígenas carbonatada, con pastos y plantaciones de caña de azúcar y matorral secundario

### Flora
En siglos pasados existe en esta zona una vegetación virgen compuesta por muy buenos árboles maderables como el Júcaro, Sabicú, Moruro, Ácana, Yaba, Caoba, Majagua, Roble, Ceiba, Guácima, Palma Real y Palma Caña; existían además, algunos grupos de frutales, variados arbustos y alguna que otra vegetación de sabanas, formada por gramíneas y peralejos.
A la llegada de los suecos a esta zona a inicios de este siglo existía una cobertura vegetal de bosques con distintos grados de densidad, pero siempre con las características de bosque tropical, es decir, formado por un agregado mixto, árboles de muchas especies diferentes que conviven en combinación con arbustos, lianas y plantas parásitas.

### Fauna
Fernando Boytel dice que en los principios en este siglo había en nuestro territorio “abundancia de insectos, pocos peces, vistosas y variadas aves y escasos mamíferos [...], el Río Cauto poseía cocodrilos en abundancia, hoy prácticamente muy mermados; las biajacas, los dajaos, una especie de jaiba y una de camarón, que eran en su totalidad muy poco usados como alimentos La profusión de cotorras y pericos, periquitas, tocororos, carpinteros, garzas, gallaretas, gallitos de río y palomas era notoria” Actualmente se puede encontrar la gallina de guinea en Los Cimarrones, San Francisco, el 22 de Mella, el 10, el 500, Bariguá y Loma Blanca; la gallina de guinea de pico blanco no abunda mucho en los límites del municipio.
Se encuentran también otro tipo de aves como; Yaguacín en los alrededores del embalse Protesta de Baraguá; paloma aliblanca en el 37 y el 22 de Mella; paloma rabiche en el 19 y el 500; el zunzún, codorniz y gallineta en Jagua, el embalse y el 37; y negrito en La Estrella y Pinalito. Habitan también en el territorio, animales como la jutía de rama y la jutía mono, localizadas en San Francisco, La Cantera y La Estrella. En lo que respecta a la fauna acuática del municipio encontramos truchas, tilapias, biajacas y otras especies.

### Vegetación
En siglos pasados existió en esta zona una vegetación virgen compuesta por muy buenos árboles maderables como el Júcaro, Sabicú, Moruro, Acana, Yaba, Caoba, Majagua, Roble, Ceiba, Guásima, Palma Real y Palma Caña; existían además, algunos grupos de frutales, variados arbustos y alguna que otra vegetación de sabanas, formada por gramíneas y peralejos.
A la llegada de los suecos a esta zona a inicios de este siglo existía una cobertura vegetal de bosques con distintos grados de densidad, pero siempre con las características de bosque tropical, es decir, formado por un agregado mixto, árboles de muchas especies diferentes que conviven en combinación con arbustos, lianas y plantas parásitas. 

## Desarrollo Económico
La base económica del municipio en lo fundamental es agropecuaria. En el sector industrial el central azucarero "Julio Antonio Mella" con una capacidad de molida diaria 600,000 arrobas diarias es le principal exponente.
El plan de inversiones en el periodo de 1976-1980 fue de 8.137 00 pesos dedicados en lo fundamental a la reconstrucción de un tandem nuevo.

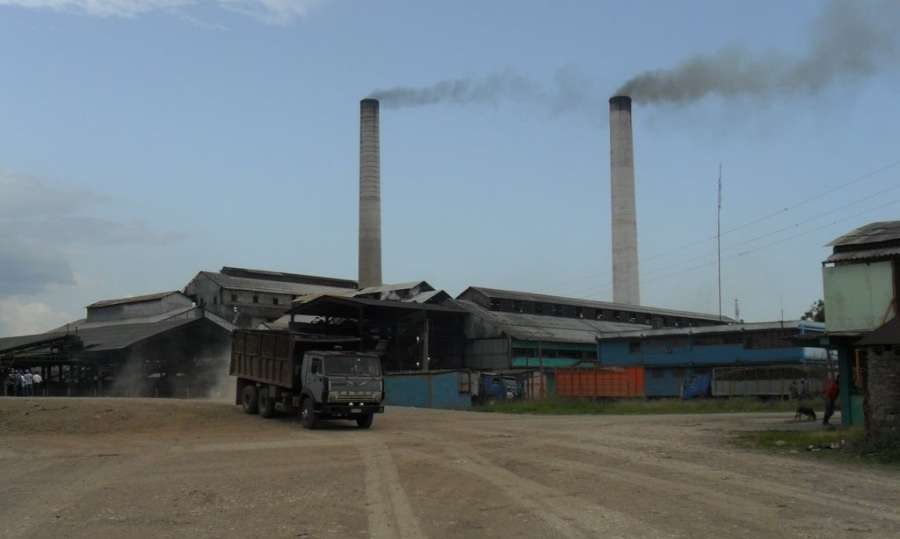
La agroindustria azucarera es la actividad económica fundamental del municipio. Imagen del CAI Julio Antonio Mella, antiguo Central Miranda

En el cronograma para la aplicación de la nueva DPA aprobada por el 1.er Congreso del PCC se autorizó al MINAZ a constituir en marzo de 1976, los embriones de lo que serían las empresas de Industria Azucarera en las futuras 5 provincias del antiguo Oriente surgiendo así el Complejo Agroindustrial (CAI) Julio A. Mella. En el año 1977 se instalan en esta industria dos nuevos turbogeneradores para elevar su eficiencia. En la zafra de 1978 contó también con nuevas calderas, basculador para tiro directo de caña y modernas centrífugas.
Cada nuevo turbogenerador tendría una capacidad de 2 000 kW sustituyendo a los 4 equipos que anteriormente estaba en operaciones, esta obra tuvo a cargo de la empresa de construcción y montaje. Otras inversiones decisivas para la zafra 1978 fue la construcción del basculador para el tiro directo de la caña con camiones para una capacidad de 100 mil arrobas diarias, así como el montaje de 4 modernas centrífugas automotriz para el tandem B. Para esta fecha se encontraba en ejecución una planta levadura Tórula con una capacidad de 1200 TM por cada TM de Tórula cuya terminación estaba planificada para 1980. En cuanto a la economía global para esta etapa se obtienen logros positivos con el incremento del trabajo en estos años significando que la población total del municipio era 24 297 de ellos, en edad laboral 12 961, de los cuales pertenecen a la zona urbana 2 624 que representa el 20 % y rural 10 337 para un 80 %.
El municipio cuenta con una planta de elementos prefabricados Girón ubicada en el poblado de Palmarito de Cauto la cual comenzó en 1965 con una capacidad de producción de 17 metros cúbicos de hormigón diario.
Para el desarrollo ganadero el municipio se especializa en la producción de leche y en menor escala carne, esta última con el ganado de desecho y los elegidos del sector campesino. En la ganadería, porcina se desarrolla con la construcción de un cebadero con capacidad para 11 800 cabezas en cada sitio, con 25 sitios por año, se trabajó en la construcción de canales y drenajes de 8 caballerías de forrajes y se proyecta la instalación de equipos de bombas. En chequeo del plan técnico económico de porcino se dieron como resultados 1 883.7 Ton de carne en pie para un 85.7 % de cumplimiento. En el ganado vacuno se ha incrementado la masa en 260 cabezas con un decrecimiento de vacas de ordeño.

## Desarrollo Social
El desarrollo social del territorio continuó en ascenso, mejoraron los indicadores de Salud, Educación, Deporte, Cultura y en la década de los años 70 fueron superiores, aunque no satisfacían totalmente las necesidades, careciéndose aún de unidades de distribución y establecimientos de prestación de servicios para la recreación y el disfrute del tiempo libre de la población.

### Salud
Con la puesta en práctica del Servicio Médico Rural, la atención médica de la población del territorio mejoró, hubo un incremento de la capacidad del Hospital a 20 camas y la oferta de servicios estomatológicos a través de un estomatólogo y un asistente dental. Además del servicio de los primeros médicos y enfermeras procedente de Palma Soriano y Santiago de Cuba y el traslado de los enfermos de las zonas más apartadas del batey en carros de líneas. En el año L963, con el desarrollo de la Campaña Nacional contra la Poliomielitis enfermedad que era causa de un alto por ciento de muertos e invalidez fue erradicada en el territorio. De esta misma manera fueron erradicándose el paludismo, la tuberculosis y el tétano, así como otras enfermedades contagiosas. Se inició la construcción de un Hogar Materno en Baraguá con 17 camas en 1983, una farmacia en Regina, el Reparto 13 de Marzo y el Mijial, una posta Médica en Regina con 1 médico y 2 enfermeras, además se implantó el Sistema del Médico de la Familia con 14 consultorios médicos como una modalidad nueva para incrementar y mejorar los servicios asistenciales a la población fundamentalmente en las zonas rurales.
En 1988 existían 5 círculos de abuelo con una matrícula de 159 en el 89 había 10 con 251 integrantes para un 200 % de círculos con respecto al año anterior y una matrícula de 157 % con relación al año anterior. De 53 de médicos que había en 1951 11 son especialistas, contando además con 3 técnicos estomatólogos, dos de prótesis dental y 16 asistentes.

### Educación
Campaña de Alfabetización La Campaña de Alfabetización en el territorio comenzó a prepararse desde el año 1960 cuando se habilitaron los primeros locales y se designó a Guadalupe Pérez Silva, maestra normalista como responsable del grupo de los primeros 70 maestros seleccionados para recibir calificación técnica y entrenamiento en Varadero, estos junto al grupo procedente de Santa Clara fue el contingente de alfabetizadores que durante el año 1961 trabajó en la zona. El apoyo de las organizaciones de masas trabajadores y campesinos hizo posible localizar y censar los analfabetos, recaudar materiales y habilitar locales para la campaña.
Para un mejor desarrollo se crearon dos zonas Palmarito de Cauto y Miranda nombrándose para su atención a Guadalupe Pérez Silva; Instructora asesora técnica del seccional Miranda y a Rosa Ortiz respectivamente. Las mismas eran asesoradas por Manuel Infante inspector y asesor del seccional Miranda ante el municipio de Palma Soriano. Al terminar la campaña comenzaron a desarrollarse los cursos de seguimiento, previamente se realiza prueba de escolaridad y se crearon aulas con dos grupos, uno de primero a tercero y el otro de cuarto a sexto grado en Miranda, Palmarito y Baraguá. En etapa posterior se hace un llamado para que los adultos alcanzaran el sexto grado, concentrándose en las diferentes aulas existentes en Miranda, siguiendo así los planes educacionales de la Revolución. Se convocaron también los cursos de Secundaria Básica para obreros, campesinos y amas de casa. En 1963 se concibieron en el territorio dos Municipales de Educación, uno en Miranda y otro en Mangos de Baraguá, es a partir de estos momentos que se comenzó la creación de nuevos centros con el objetivo de llevar a todos los rincones del territorio la Enseñanza Primaria.

### Deporte
El deporte para este período alcanzó sus mayores logros y resultados, la fuerza técnica creció en un 50%, los deportes que se practicaban llegaban a 19 y el número de practicantes sistemáticos sumaban 10 mil, creció la participación masiva a 34 mil en todas las manifestaciones deportivas, destacándose el papel de los activistas, encontrando su máxima expresión en el activista Arquímedes Muguercia (Quimbo), seleccionado como Vanguardia Nacional en 1985 y 1986. Desde el año 1987 y hasta el 1990 continua destacándose la labor de los activistas deportivos en la persona de Arquímedes Muguercia en Béisbol consecutivamente Vanguardia Nacional quien en 1990 fue condecorado con la medalla Mártires de Barbados por el Comandante en Jefe Fidel Castro Ruz. Por el trabajo integral en 1988 el territorio recibió la bandera de destacado en el Plan (LPV) condición ratificada en 1990 y en 1991, y como digno saludo a los XI Juegos Panamericanos celebrados en La Habana y Santiago de Cuba.

### Cultura
En este período se celebran las semanas de la cultura en el territorio, así como los eventos de pintores primitivos de artes ( NAIF) donde juega un papel destacado el pintor Bertho Luís Ruano Ortega, cuya obra pasa los límites del municipio y adquiere resonancia nacional e internacional. A este evento han asistido artistas de España, Chile, República Dominicana, México, Puerto Rico, Venezuela, etc. En los mismos se utiliza una técnica propia y fundamentalmente adquirida de forma autodidacta. Lo más importante de estos eventos y del arte dentro de la plástica y su desarrollo es que personas de cualquier sector con más o menos nivel de conocimientos puede integrarse al arte haciendo las obras con recursos propios y locales, lo que permite que el hombre en nuestra sociedad se recree y puedan resolver sus necesidades espirituales y al mismo tiempo enriquecer el patrimonio cultural de nuestro territorio y el país. A través de los mismos se han realizado aportes a los congresos, donaciones a 4 escuelas, al hospital y se han estimulado a personalidades destacadas; lo que demuestra una vez más que es un arte revolucionario divorciado del carácter mercantilista que tiene en el capitalismo. En 1985 surgió el movimiento por declarar el municipio Módulo Cultural, para lo cual se crearon las diez instituciones básicas declaradas: Museo, biblioteca, librería, galería de arte, casa de la cultura, banda, coro, grupo de teatro, grupo de danza y taller literario.
Otro beneficio social resultó ser el establecimiento en 1983, de la base de ómnibus, la cual poseía 13 equipos que prestaban servicios en cinco rutas: Santiago de Cuba, Palma Soriano, Baraguá, Palmarito de Cauto y Regina. 